# Saint-Christol-lès-Alès
Saint-Christol-lès-Alès is een gemeente in het Franse departement Gard (regio Occitanie). De plaats maakt deel uit van het arrondissement Alès. Saint-Christol-lès-Alès telde op 1 januari 2022 7.199 inwoners.

## Geografie
De oppervlakte van Saint-Christol-lès-Alès bedroeg op 1 januari 2022 20,25 vierkante kilometer; de bevolkingsdichtheid was toen 355,5 inwoners per km².

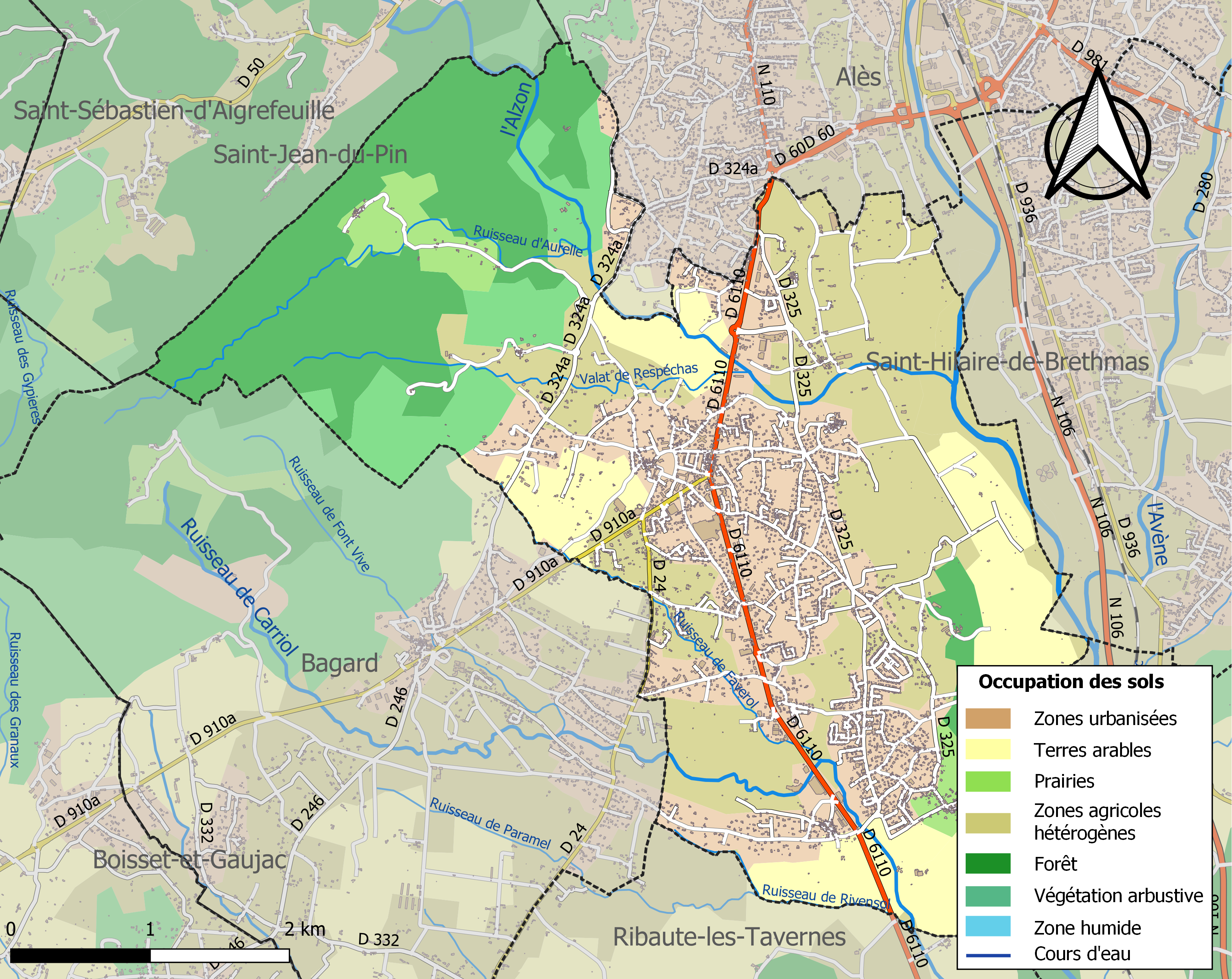
Kaart van de gemeente met belangrijkste infrastructuur, bodemgebruik en omliggende gemeenten

## Demografie
Onderstaande figuur toont het verloop van het inwonertal (bron: INSEE-tellingen).